# C/1956 R1 Arend-Roland
C/1956 R1 Arend-Roland è stata la grande cometa del 1957. La cometa è stata scoperta l'8 novembre 1956 da due astronomi belgi, Sylvain Arend e Georges Roland. È una cometa non periodica con un'orbita retrograda.